# Gregoriánský chorál

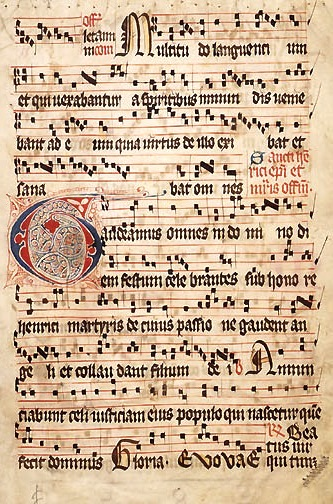
Offertorium Gaudeamus omnes

Gregoriánský chorál je jednohlasý latinský zpěv bez doprovodu nástrojů užívaný při obřadech římskokatolické církve, nazvaný podle papeže Řehoře Velikého (kolem 540–604). Jedná se o nejstarší formu, jež se až dodnes uchovala beze změn.

## Historie
Chorál vznikl z chrámového zpěvu židů již v 1. století, kdy křesťané převzali zpívání žalmů a vytvořili svůj liturgický responsoriální zpěv. Sv. Ambrož ve 4. století zavedl mezi tehdejší latinské církve zpěv antifon a hymnů běžných na východě. Tak vznikl základ chorálu s židovskými a řeckými prvky. Od něho se odvíjely další druhy chorálů (gregoriánský, ambrosiánský v Miláně, gallikánský v Galii, mozarabský ve Španělsku).

### Původ označení
Své označení gregoriánský dostal podle papeže Řehoře I. (lat. Gregorius), který nechal zpěvy sesbírat a setřídit. Jeho přínos však tkví především v oblasti liturgie. Gregoriánský chorál byl ustanoven teprve o více než 50 let později, za pontifikátu 76. papeže Vitaliana.

## Charakteristika
Gregoriánská melodie je diatonická, stupnice vylučuje alteraci 7. stupně k dosažení půltónu mezi 7. a 8. stupněm. Půltóny byly považovány za nedokonalé, proto je skladatelé odmítali. Styl melodie je monodie, nepotřebuje žádný doprovod.
Zatímco pozdější hudba používá durové a molové stupnice, které se prakticky liší pouze v tónice, chorální tónina je postavená na kterémkoliv tónu stupnice. To spolu s diatonickou stupnicí vede k tomu, že podle výchozího tónu, na kterém je stupnice postavena, je pokaždé jiná poloha celých tónů a půltónů. Protože má diatonická stupnice sedm tónů, bylo i sedm tónin.
Ve středověku byly tóniny rozděleny na čtyři (tónorod na d – protus, na e – deuterus, na f – tritus, na g – tetrardus), ke kterým vznikly dvě odvozené. V gregoriánském chorálu se tak užívá celkem osm tónin: na d (1. a 2. modus), na e (3. a 4. modus), na f (5. a 6. modus), na g (7. a 8. modus).
Proto je gregoriánský chorál nejbohatším druhem hudby na modulace. Umělecký přechod z tóniny do tóniny umožňují dominanty a kadence.
Rytmus je volný.

## Výskyt
Gregorianský chorál se objevuje ve dvou základních formách: žalmy, u nichž je na prvním místě kladen důraz na vyjádření textu a každé slabice odpovídá jedna nota (syllabický systém). U zpěvů aleluja (Alleluja-Jubilus) připadá na jednu slabiku více tónů, takže je melodie mnohem rozšířenější (melismatický systém). Mešní zpěvy jsou propracované skladby. Chorál zpívají sólisté nebo chór nebo střídavě obě skupiny (antifonálně, či responsoriálně).
Pro zpěv žalmů v denní modlitbě církve se používá celkem 8 modů (nápěvů), z nichž některé mají ještě jednu či více variací (které se od sebe liší způsobem intonace závěrečných částí veršů žalmů). Nápěvy pro denní modlitbu církve jsou shromážděny v antifonáři, výběr z nich mj. v usuálu. Gregoriánské zpěvy, užívané při mši svaté, jsou shromážděny v graduálu.
S gregoriánsky zpívanou modlitbou breviáře se dnes lze setkat zejména v řeholních komunitách, které mají jako jedno ze svých poslání slavnostní konání bohoslužeb. Například v klášterech mnišských řádů (benediktini, cisterciáci, trapisté, kartuziáni) či klášterech řeholních kanovníků (premonstráti).

## Renesance
V renesanční hudbě se vžil systém kombinování mše s gregoriánským chorálem, např. mezi 5 částí mše se vkládaly části melismatického zpěvu (aleluja atp.), viz Missa Pange Lingua (Josquin Desprez 1450–1521, skladatel vrcholné renesance.)

## Interpreti
- David Eben – umělecký vedoucí souboru Schola Gregoriana Pragensis
- Josef Gerbrich[5] – umělecký vedoucí souboru Svatomichalská gregoriánská schola v Brně
- Jiří Hodina – umělecký vedoucí souboru Pražská katedrální schola
- Miroslav Venhoda – umělecký vedoucí chlapeckého sboru Schola cantorum v klášteře v Břevnově
- Schola Cantorum Pilsensis – v Plzni[6]